# 伊藤蘭
伊藤 蘭（いとう らん、1955年〈昭和30年〉1月13日 - ）は、日本の女優、ナレーター、歌手であり、元キャンディーズのメンバーである。愛称は、ラン。
東京都武蔵野市吉祥寺北町出生、同都杉並区西荻北出身。1973年3月、日本大学第二高等学校卒業。同年4月、日本大学芸術学部演劇学科に入学、後に中退。Trysome Bros.所属。夫は俳優の水谷豊、長女は女優の趣里 、曽祖父は第15代広島市長の伊藤貞次と、山形県の弁護士・政治家の奈良村正則。

## 来歴

### デビューまで
幼少期は活発だが恥ずかしがりやで口数が少なく人前に立つ性格ではなかったが、中学入学後自分で変わりたいと演劇部に入部。自分を表現する楽しさに目覚める。さらに、当時ファンだったフォーリーブスのバックで踊るスクールメイツの姿に憧れて自ら応募する。
1969年に渡辺プロダクションが経営する東京音楽学院に入学。入学後、スクールメイツのメンバーに選抜される。同期生には田中好子・太田裕美らがいた。
1973年3月、日本大学第二高等学校卒業後、同年4月、日本大学芸術学部演劇学科に入学したが、ほとんど通えず中退。

### キャンディーズ時代
1972年にNHKの歌番組『歌謡グランドショー』のマスコットガールのオーディションに田中好子・藤村美樹とともに合格。この3人でグループを結成、キャンディーズと命名される。番組ではマスコットガール兼アシスタント（椅子･マイク運び、代理音合わせなど）として活動。なお、キャンディーズの名前の由来は、NHKの当時のプロデューサーの「食べてしまいたいくらいかわいい」という想いから。
1973年9月1日には、田中好子（ニックネームはスー）、藤村美樹（ニックネームはミキ）と共にキャンディーズとして「あなたに夢中」で歌手デビュー（伊藤のニックネームはラン）。当初はスーがリードボーカルを担当（立ち位置はセンター）、ランは主にコーラスパート（ソプラノ、を担当していた（当時ランの立ち位置は向かって左、ミキは向かって右）。
レコードデビュー前からバラエティ番組にレギュラー出演していたこともあり、キャンディーズの知名度はそれなりにあったものの、レコードセールスに反映されず伸び悩んでいた。
そこで当時のマネージャー諸岡義明が、伊藤のファンが「ラン」に抱いている“憧れのお姉さん”的な魅力に着目。ランの位置をセンターに立たせて、メインボーカルを取らせる提案をした（スーは向かって右、ミキは向かって左に各移動）。ランをイメージして作られた5曲目のシングル「年下の男の子」はヒット、念願だったオリコンのベストテン入り（9位）を果たした。以降、ランがセンター位置のリードボーカルを担当する（但し「わな」のみセンター位置がミキ、ランは向かって右、スーは向かって左に各移動した）。
人気歌手となり、歌番組の出演、新曲の打ち合わせやリハーサル、雑誌の取材や撮影などスケジュールが立て込み多忙となってからも『新春かくし芸大会』『8時だョ!全員集合』『みごろ!たべごろ!笑いごろ!』などのバラエティ番組に以前と変わらず出演、コントに挑戦するコミカルな一面も披露して幅広い層から人気を呼んだ。また、メンバーの愛くるしい容姿や均整の取れたスタイルは女性ファンを惹きつけ、髪型やメイクも注目された。特に当時、海外で流行していたサーファーカットを取り入れたランのヘアスタイルは「蘭ちゃんカット」と呼ばれ流行した。
1977年以降、楽曲の一部、自分だけが歌うソロパートの作詞、そのうちの大部分の作曲をした。主な作品に、「つばさ」「アンティックドール」「黄色いカヌー」「へそまがり」「恋がひとつ」「今日から私は」「鏡の中で」「MOONLIGHT」「ろうそくの灯に」「ささやき」「悲しみのヒロイン」などがある。このうち「つばさ」は翌1978年のキャンディーズ解散コンサートで最後に歌われた曲であり、シングルカットもされた（本人はシングル化されることには反対だった模様）。
1977年7月17日、日比谷野外音楽堂でのコンサート中、突然キャンディーズの解散を宣言。翌1978年4月4日のキャンディーズ解散コンサートと同時に芸能界を休業する。
2023年7月20日放送の『SONGS』で伊藤が初出演し、グループ解散宣言の当時を振り返り、「一度、1人1人の人生を見つめてみたいという希望が出てきた。（中略）楽しかったし、私たちは本当にキャンディーズが好きだったけど、同時に、自分のこともちゃんと考えていこうと思っていた。もっと何かいろんな方法があったかもしれないけれど、もう、とにかく1人になって、一度区切りをつけたいという気持ちでやっていた。」と真意を明らかにした。同年、キャンディーズ時代からすると46年振り四回目、ソロとしては初の紅白出場が決定する。

### キャンディーズ解散後
1979年5月18日午後11時半頃に杉並区天沼の八幡通りを歩行中に後ろから来た乗用車にはねられ全治10日の怪我。車はそのまま逃走した。
休業期間中は旅行や映画鑑賞、運転免許の取得などそれまでできなかったことをして過ごし、様々な映画や舞台を見るうちに燃焼しきれなかった女優への思いが次第に膨らんで、新たな世界に挑戦する感覚で復帰を決意する。1980年（昭和55年）ドラマ『東芝日曜劇場・春のささやき』（市川森一脚本、HBC制作）や映画『ヒポクラテスたち』（大森一樹監督・作）に主演して本格的に女優復帰し、第2回ヨコハマ映画祭で助演女優賞を受賞。倉本聰、山田太一、市川森一らの脚本作品に次々に出演する。
1981年（昭和56年）には夢の遊眠社の舞台『少年狩り』（野田秀樹作・演出・主演）に出演。同年度の第19回ゴールデン・アロー賞新人賞（演劇）を受賞する。同劇団の舞台に主演や座友的立場での客演をした。
以降、舞台・映画・テレビなど女優業と共に、ラジオ番組やナレーション業もこなしていく。
2008年9月24日に『笑っていいとも！』のテレフォンショッキングに岸惠子からの紹介で出演したが、その日が6500回を超える同コーナーへの初出演だった。
キャンディーズの解散後もメンバーだった藤村と田中とは定期的に会っており、3人の交流は田中が亡くなるまでずっと変わることなく続いていた。2011年4月21日に田中が乳癌で死去。伊藤は藤村と共に病室で7時間過ごして田中の最期を看取ったことを、田中の通夜のインタビュー（囲み取材）で明らかにした。25日に行われた田中の葬儀では藤村とともに弔辞を読んだ。

### ソロ歌手
2019年5月29日にソニー・ミュージックダイレクトよりオリジナル・アルバム『My Bouquet』（マイ・ブーケ）をリリースし、1978年のキャンディーズ解散以来41年ぶりにソロ歌手としてデビュー。同年6月、『伊藤 蘭 ファースト・ソロ・コンサート2019』のツアータイトルを掲げ、11日・12日にTOKYO DOME CITY HALL、14日にNHK大阪ホールにてコンサートを開催。伊藤にとっては初の単独コンサートであった。
解散後、キャンディーズ曲の公の場での自身による歌唱を、これまで彼女自身にて"封印"してきたが、このコンサートにおいて初めてそれを解き放った。
同アルバムはオリコンの週間アルバムランキングにて8位を記録するなどロングセラーとなり、同年末の第61回日本レコード大賞にて企画賞を受賞する。
2020年、前年コンサートの大好評を受けアンコール・ツアー『伊藤 蘭コンサート・ツアー2020 〜My Bouquet & My Dear Candies！〜』が決定。アルバム『My Bouquet』の楽曲と共にキャンディーズの楽曲を多く盛り込んだセットリストを組み、同年10月24日・25日（2回公演）をLINE CUBE SHIBUYA（渋谷公会堂）で開催した。その模様は同年12月28日にテレ朝チャンネル 1にて放送された。
2021年6月1日、同年9月1日にセカンドアルバム『Beside you』をリリースすることを発表。アルバムリリースに伴い『伊藤 蘭 コンサート・ツアー2021 〜Beside you & fun fun ♡ Candies！〜』を9月20日に大阪・フェスティバルホール、10月28日・29日に東京・中野サンプラザにて開催することを発表した。同年7月17日、中野サンプラザ公演のチケット販売が好評であるため、9月26日に東京・日比谷野外大音楽堂（野音）にて特別追加公演の開催が決定。同年9月13日、コンサートツアー開催記念LINEスタンプ「蘭ちゃんスタンプ」をリリース。同年12月22日、ホテルニューオータニにてクリスマスディナー&コンサートを開催。
2021年9月26日、日比谷野外大音楽堂（野音）にて『伊藤 蘭 コンサート・ツアー2021 〜Beside you & fun fun ♡ Candies！〜』特別追加公演を開催した。伊藤が野音のステージに立つのは、1977年7月17日にキャンディーズが解散宣言をした時以来、44年ぶりのことである。なお、本公演の模様は、同年11月27日にテレ朝チャンネル1にて放送された。同年12月28日、ホテルニューオータニにてディナーショー開催。
2022年8月20日、全国7都市を巡る『伊藤 蘭コンサート・ツアー2022 〜Touch this moment & surely Candies！〜 』をKT Zepp Yokohamaより開始した。伊藤にとって初のライブハウスツアーである。アンコールでは新曲「美しき日々」も披露した。ライブツアー開催を記念し、同年8月12日にLINEスタンプ第二弾「蘭ちゃんスタンプ2」を発売。追加公演となるツアー最終日の11月19日は、キャンディーズが解散コンサートを行った後楽園球場跡地に建つTOKYO DOME CITY HALLで行われた。ライブ終盤、2023年にレコードデビュー50周年（1973年9月1日にキャンディーズ「あなたに夢中」でデビュー）を記念したコンサートを予定していることを発表した。同年12月22日、ホテルニューオータニにてクリスマスディナー&コンサートを開催した。
2023年8月19日、デビュー50周年を記念したアニバーサリーライブツアー『伊藤 蘭 50th Anniversary Tour〜Started from Candies〜 Celebration day!』初日を神奈川芸術劇場にて迎えた。同年9月2日、50周年記念公演と銘打ったライブを東京国際フォーラム・ホールAにて開催。
2023年11月13日、大晦日の『第74回NHK紅白歌合戦』にソロ歌手として初出場することがNHKより発表された。キャンディーズ時代を含めると46年ぶり4回目の出場になる。ソロ時代の曲ではなく、キャンディーズ時代の大ヒット（伊藤がセンターを務めた3曲）を紅白SPメドレーとして歌唱し、会場には150人を超えるキャンディーズ親衛隊が駆け付けた。
2024年9月19日、全国9都市を巡る『伊藤 蘭 〜Over the Moon〜 コンサートツアー 2024-2025』初日をフェスティバルホールで開催。2025年1月25日、東京ガーデンシアターにてツアー最終日を迎え、アンコールに実娘の趣里がゲスト出演し、初めて母娘共演を披露した。

### 私生活
『あんちゃん』『事件記者チャボ!』で共演した俳優の水谷豊と、6年半の交際期間を経て1989年1月に結婚。1988年11月にプロポーズを受け、ハワイにて挙式、1989年1月24日に同地のホテルで記者会見を開いた。翌1990年、長女の趣里（しゅり、2011年に女優デビュー）を出産。
夫の水谷とは1999年にカネボウルシオルのCMに出演、また2013年公開の映画『少年H』で『事件記者チャボ!』以来28年ぶりに共演し夫婦役を演じている。

## 人物
名前は蘭の花が好きだった祖父が命名した。

## 家族・親族
伊藤家
- 曽祖父・貞次[8]（1878年 - 1943年、第15代広島市長） - 新潟県岩船郡関谷村大字下関（現・関川村大字下関）出身[41]。
- 祖父・太郎（1901年 - 1956年、川崎市役所勤務）[5]
- 祖母・ハマ（1904年 - ?、山形県の弁護士・政治家奈良村正則の三女）[8]
- 父・英邦[5]
- 母・八重（新潟県新発田市出身で洋裁の技術を身に着けて、函館市でテーラーを開業した内山柏平の娘） - 八重は洋裁学校に入学したが、まもなく太平洋戦争が勃発し、終戦後は洋裁学校の講師として働く[5]。そうした中で伊藤英邦と社交ダンスで出会う[5]。伊藤太郎が死去すると多額の相続税が生じ、伊藤英邦と伊藤八重はそれぞれ働いて家計を支える[5]。2018年に96歳で亡くなる[5]。

水谷家
- 夫・豊（俳優、1952年 - ）
- 長女・趣里（女優、1990年 - ）

## 出演

### 映画
- ヒポクラテスたち（1980年） ※ヨコハマ映画祭助演女優賞
- 男はつらいよ 寅次郎かもめ歌（1980年） ※「土佐の一本釣り」（ヒロイン役：田中好子）と二本立て
- 俺とあいつの物語（1981年）
- 少年H（2013年） - 妹尾敏子 役 ※日刊スポーツ映画大賞助演女優賞
- くじけないで（2013年） - 柴田静子 役
- 祈りの幕が下りる時（2018年） - 田島百合子 役

### テレビドラマ
- 東芝日曜劇場→日曜劇場（TBS）
  - 春のささやき（1980年3月、北海道放送） - 坂井伸子 役
  - 三年たって、恋（1980年12月） - 礼子 役
  - よっこらショ（1981年7月） - 加代 役
  - いつの日か驢馬に乗って（1981年12月） - 柴田早苗 役
  - 演歌（1984年2月、RKB毎日放送） - 加恵 役
  - あの島まで（1984年10月、毎日放送） - 八代カオル 役
  - ダイヤモンドのふる街（1987年3月、北海道放送） - 岡田 役
  - 別れてください（1991年8月、RKB毎日放送） - 坂上けいこ 役
  - グッドニュース（1999年4月 - 6月） - 黒沢早苗 役
  - 誰よりもママを愛す（2006年7月 - 9月） - 嘉門 千代役
  - この世界の片隅に（2018年7月 - 9月、TBS） - 北條サン 役
- 港町純情シネマ（1980年4月 - 7月、TBS、金曜ドラマ） - 川辺邦子 役
- 土曜ナナハン学園危機一髪「グッバイ・ミュージック・メイト」（1980年9月27日、フジテレビ） - 野口聖子 役
- ドラマ人間模様（NHK総合）
  - 万葉の娘たち（1981年1月 - 2月） - 美並礼子 役
  - ある少女の死（1981年6月 - 7月） - 千尋 役
- 裸の大将放浪記 第6話「嘘をつくと舌を抜かれるので」（1981年8月、関西テレビ） - 桜 役
- 遙かなり、マイラブ〜娘たちの戦後（1981年8月、TBS） - 湯浅昭子 役
- 飾りのついた麦わら帽子（1982年1月、フジテレビ） - 加代 役
- 木曜ゴールデンドラマ（よみうりテレビ）
  - 女のがん病棟（1982年2月、日本テレビ） - 敏子 役
  - 罪なき者の罪（1989年3月、近代映画協会） - 滝洋子 役
- 土曜ドラマ（NHK総合）
  - 五木寛之シリーズ 横浜物語（1982年2月） - 木村さえ（女子大生） 役
  - フルスイング（2008年1月 - 2月） - 高林路子 役
  - 4号警備（2017年） - 熊田典子 役
- ある晴れた日に（1982年4月 - 9月、テレビ朝日） - 佐野林子 役
- 君は海を見たか（1982年10月 - 12月、フジテレビ）
- あんちゃん（1982年10月 - 1983年4月、日本テレビ） - 田野中徳子 役
- 事件記者チャボ!（1983年11月 - 1984年5月、日本テレビ） - 一之江ツル役
- 銀河テレビ小説（NHK総合）
  - 迷惑かけてありがとう（1984年6月4日 - 24日） - 藤吉サチ子 役
- オレゴンから愛シリーズ（フジテレビ）
  - オレゴンから愛（1984年10月 - 12月） - 島津陽子 役
  - オレゴンから愛'85（1984年8月） - 島津陽子 役
  - オレゴンから愛'86（1986年8月） - 宮内陽子 役
  - オレゴンから愛'87（1987年8月） - 宮内陽子 役
  - オレゴンから愛'88（1988年8月） - 宮内陽子 役
- 誇りの報酬 第25話-第49話（1986年3月 - 9月、日本テレビ / 東宝） - 結城緑 役
- 女たちの森（1987年1月、テレビ朝日 / PDS） - 滝沢みずほ 役
- 金曜女のドラマスペシャル「もう一人の乗客」（1987年6月、フジテレビ） - 香原由美 役
- ザ・ドラマチックナイト「消しゴムお亜季 5」（1987年11月、フジテレビ） - 今野弘美 役
- 月下美人殺人事件（1987年11月、関西テレビ / 映像京都、京都サスペンス） - 戸村加代子 役
- 花嵐の森ふかく（1988年7月 - 9月、日本テレビ） - 昭元千代子 役
- うさぎの休日（1988年12月、NHK総合） - 平山一枝 役
- バンコク反乱支社（1989年1月 - 2月、テレビ朝日 / オフィス・トゥー・ワン、シリーズ・男の決断） - さかもと涼子 役
- 京都グルメ旅行殺人事件（1989年9月、フジテレビ / 東映、男と女のミステリー） - 小早川由美 役
- 寝台急行まりもの女 （1989年10月、テレビ東京、月曜・女のサスペンス 女流作家シリーズ） - 横倉順子 役
- 火曜サスペンス劇場（日本テレビ）
  - 「松本清張スペシャル・捜査圏外の条件」（1989年7月4日、松竹・『霧』企画） - 八代正子 役
  - 「殺意の爪」（1989年8月、エイジェント21） - 主演・木部比呂子 役
  - 「完全犯罪研究室」（1990年4月、にっかつ撮影所） - 主演・山城和子 役
  - 「黄金を抱いて翔べ」（1991年4月2日、NTV映像センター） - 主演・中谷磯子 役
  - 「深夜の偶然」（1991年12月、東映） - 主演・三吉和佳子 役
  - 「望遠鏡の中の女」（1992年11月、IVSテレビ制作） - 主演・池村美枝子 役
  - 「懐かしい骨」（1993年1月、出海企画） - 主演・矢田早紀子 役
  - 「恋文」（1994年6月、6月の花嫁3） - 主演・秋本遥子 役
  - 「尽くす女」（1996年9月、ユニオン映画） - 主演・遠藤初江 役
  - 「祭りの記憶」（1996年9月） - 主演・北川美里 役
  - 「身辺警護官」（1998年4月） - 中原涼子 役
  - 「淫らなやつら」（1999年4月） - 主演・浅見久美子 役
  - 「九門法律相談所(11)出世払い裁判」（1999年、日本映像） - 村川笑子 役
  - 「逆転有罪」（2000年2月、東阪企画） - 主演・江崎麻子 役
  - 「弁護士・朝日岳之助15・北上川殺人暮色」（2000年9月、国際放映） - 宮原有紀子 役
  - 「切り裂かれた天使」（2001年8月） - 主演・長井紘子 役
  - 「妻殺し」（2001年11月） - 五味早苗 役
  - 「ドクターヘリ　救急外科医　若月灯子」（2005年8月） - 主演・若月灯子 役
- 奇兵隊（1989年12月、日本テレビ / ユニオン映画、年末時代劇スペシャル） - うの 役
- 京都三船祭り殺人事件（1991年11月、フジテレビ、金曜ドラマシアター） - 中村由紀子 役
- 狙われたプライバシー（1993年5月、関西テレビ / 東宝、ドラマサスペンス・明日の13章） - 主演・沢島美弥子 役
- 土曜ワイド劇場（テレビ朝日）
  - 「越後親不知・死を招くファインダー」（1991年2月） - 石野亜矢子 役
  - 推理小説作家・沢木麻沙子シリーズ - 主演・沢木麻沙子 役
    - 「京都・博多殺人事件」（1992年9月、東映）
    - 「京都・浜名湖殺人事件」（1993年8月、東映）
    - 「京都・徳島平家伝説殺人ツアー」沢木麻沙子シリーズ1（1993年12月、東映）
    - 「京都・浜名湖殺人事件」沢木麻沙子シリーズ2（1993年8月）
    - 「京都・徳島平家伝説殺人ツアー」沢木麻沙子シリーズ3（1993年12月）
    - 「京都・グアムミステリーツアー」沢木麻沙子シリーズ4（1995年4月、東映）

  - 「タクシードライバーの推理日誌11・亡霊殺人!」（1999年6月、総合ビジョン） - 山崎夕子 役
  - 「女刑事ふたり1 眠れる殺意」（2002年9月） - 一色操警部補 役
  - 「女刑事ふたり2 赤い月連続殺人!!」（2008年3月） - 一色操警部補 役
  - 「終着駅の牛尾刑事VS事件記者・冴子13・家族の食卓」（2013年12月、東映） - 金沢秀子 役
- 金曜エンタテイメント（フジテレビ）
  - また家族にしてね（1996年5月） - 高木妙子 役
  - 無医村に花は微笑む（2006年1月） - 将基面春代 役
- 三姉妹探偵団 第9、10話（1998年3月、日本テレビ） - 吉沢君代 役
- プロデューサー麻生一平の事件ファイル（1998年12月、TBS、月曜ドラマスペシャル） - 中嶋遙香 役
- 御家人斬九郎 第4シリーズ 第8話「狙われた女」（1999年3月、フジテレビ / 映像京都） - 美津 役
- バカヤロー!2000 ニッポン人の怒りが爆発する!!「前向きが何だ!」（2000年3月、日本テレビ / 光和インターナショナル） - 多治見寛平の妻 役
- 太陽は沈まない（2000年4月 - 6月、フジテレビ） - 伊勢谷晃子 役
- 女と愛とミステリーシリーズ（BSジャパン / テレビ東京 / ユニオン映画）
  - 第30回 夏の旅情サスペンス「みちのく祭り殺人行 〜死んだ妻からの電話」（2001年8月） - 長崎秋子 役
  - 第40回 夏西村京太郎サスペンス「脅迫者 〜平凡な下町主婦を襲う恐怖」（2001年10月） - 主演・野村国子 役
  - 第60回 渡哲也サスペンス「絆」（2002年3月） - 弓丘奈緒子 役
- 鉄道員（ぽっぽや）／青春編（2002年1月、テレビ朝日 / 東映） - 倉沢清乃 役
- 狼女の子守唄（2002年12月、TBS、月曜ミステリー劇場） - 三神明子 役
- はぐれ刑事純情派　新春スペシャル（2003年1月、テレビ朝日 / 東映） - 北見沙織 役
- 連続テレビ小説 こころ（2003年3月 - 9月、NHK総合） - 末永美佐子（母） 役
- 新しい風（2004年4月 - 6月、TBS / DREAMAX TELEVISION） - 柴田雪乃(料亭女将) 役
- 第4回文芸社新春ドラマスペシャル「おばあさんの反乱 ?遺産はだれのモノ?」（2005年1月、テレビ朝日） - 加納芙佐子 役
- シナリオ登竜門2004優秀賞受賞作品「目の鱗、ぽろり」（2005年3月、日本テレビ） - 釘宮澄恵 役
- 西遊記（ドラマ）第3話（2006年1月、フジテレビ） - 三蔵法師の母・恵泉 役
- 愛と死をみつめて（2006年3月、テレビ朝日） - 大島都子 役
- 月曜ゴールデン「ベビーシッターの危険な好奇心」（2007年11月12日、TBS） - 多岐川花 役
- 千の風になって ドラマスペシャル#第4弾『実録ドラマ 死ぬんじゃない!?宮本警部が遺したもの?』（2008年2月15日、フジテレビ） - 宮本礼子 役
- 学校じゃ教えられない!（2008年7月 - 9月、日本テレビ） - 影山盟子 役
- 風のガーデン（2008年10月 - 12月、フジテレビ） - 内山妙子 役
- 旅する夫婦（2010年10月2日、CBC） - 小林里江 役
- 木曜ドラマ DOCTORS〜最強の名医〜シリーズ（テレビ朝日） - 皆川和枝 役
  - 第1シリーズ（2011年10月 - 12月）
  - 第2シリーズ（2013年7月 - 9月）
  - 第3シリーズ（2015年1月 - 3月）
  - ファイナル 新春スペシャル（2023年1月3日）[42]
- 父の花、咲く春〜岐阜・長良川幇間物語〜（2013年4月3日、NHK BSP） - 辻美知子 役
- 「黄金のバンタム」を破った男〜ファイティング原田物語〜（2014年2月22日、フジテレビ） - 原田ヨシ 役
- 金曜プレステージ「森村誠一サスペンス 流氷の夜会」（2014年8月1日、フジテレビ） - 神保智美 役
- 経世済民の男 第三部『鬼と呼ばれた男〜松永安左エ門』（2015年9月19日、NHK名古屋） - 松永一子 役
- ほんとにあった怖い話 「どこまでも憑いてくる」（2015年、フジテレビ） - 鈴木素子
- サスペンス特別企画「仮釈放の条件 出口の裁判官 岬真斗香」（2016年3月13日、テレビ東京） - 岬真斗香 役
- メディカルチーム レディ・ダ・ヴィンチの診断（2016年10月 - 12月 、関西テレビ） - 岩倉葉子 役
- あまんじゃく（2018年9月24日、テレビ東京） - 花井環 役
- 定年オヤジ改造計画（2022年7月25日、NHK BSP・BS4K） - 庄司十志子 役[43][44]

### Webドラマ
- ミス・シャーロック/Miss Sherlock（2018年4月27日 - 6月15日、Hulu×HBOアジア） - 波多野君枝 役
- モダンラブ・東京〜さまざまな愛の形〜（2022年10月21日 - 、Amazon Prime Video） - 第3話 倉田奈津子 役

### その他の番組
- 人生の楽園（2000年10月 - 2008年12月、テレビ朝日） - ナレーション
- Comfortable Time 〜素敵なひととき〜（2006年4月 - 2007年3月、毎日放送） - ナレーション
- うたの細道（2011年10月3日 - 2012年3月26日、BS-TBS） - ナレーション
- ファミリーヒストリー #204「“蘭の花” 親子3代の秘話」（2023年8月25日、NHK総合）[45]

他多数

### 音楽番組
- 2019 FNSうたの夏まつり（2019年7月24日、フジテレビ）
- 伊藤蘭コンサート（テレ朝チャンネル1）
  - 伊藤蘭 ファースト・ソロ・コンサート2019（2019年8月28日）[46]
  - 伊藤蘭 コンサート・ツアー2020 〜My Bouquet & My Dear Candies！〜（2020年12月28日）[47]
  - 伊藤蘭 コンサート・ツアー2021 特別追加公演 〜Beside you & fun fun ♡ Candies！野音SPECIAL！〜（2021年11月27日）[48]
- 第61回日本レコード大賞（2019年12月30日、TBSテレビ・ラジオ）
- うたコン（NHK総合）
  - 「ときめき！胸アツ名曲祭」（2019年9月24日）
  - 特別編「私たちには歌がある!」（3）（2020年4月28日） - リモート出演
- SONGS 第634回 伊藤蘭 〜キャンディーズから50年〜（2023年7月20日、NHK総合）
- NHK紅白歌合戦（NHK総合・ラジオ第1、※下記参照）

### ラジオ
- 伊藤蘭 通りすぎる夜に（1980年4月7日 - 1982年4月2日、ニッポン放送）
  - 伊藤蘭 通り過ぎる季節に（2012年12月27日、ニッポン放送） - 特別番組
- サントリーシアター ゼロアワー「流れる」（2004年6月、J-WAVE）
- FMシアター（NHK-FM）
  - 「はるさんの日記」（2006年1月7日）[49]
  - 「春にして君を離れ」（2008年7月26日）[50]
  - 「真昼の流れ星」（2014年6月14日）[51]
  - 「さよならサリバン先生」（2017年10月7日）[52]
- 岡田惠和 今宵、ロックバーで〜ドラマな人々の音楽談義〜　第278回（2018年9月2日、NHK-FM）[53]
- 伊藤蘭 RAN To You（2022年9月28日 - 2023年9月17日、ニッポン放送）

### 舞台
- 少年狩り（1981年3月、夢の遊眠社）
- ゼンダ城の虜（1981年10月、夢の遊眠社）
- 怪盗乱魔（1982年2月、夢の遊眠社）
- アップル・ツリー（1982年4月 - 5月）
- リボンの騎士（1983年7月、劇団電劇）
- 十二夜（1987年11月 - 12月）
- ミュージカル ザ・近松〜恋の手本となりにけり（1999年2月）
- シェイクスピア・ソナタ（2007年8月 - 9月、シアター・ナインス）
- 探偵〜哀しきチェイサー （2009年4月）
- 怪談 牡丹燈籠（2009年8月、シス・カンパニー）
- 東京月光魔曲（2009年12月 - 2010年1月）
- シダの群れ（2010年9月 - 10月、Bunkamura）
- 血の婚礼（2011年7月、Bunkamura）
- 朗読 『宮沢賢治が伝えること』（2012年5月、Bunkamura）
- 悼む人（2012年10月 - 12月、パルコ・ネルケプランニング）
- 祈りと怪物〜ウィルヴィルの三姉妹〜（2013年1月 - 2月、Bunkamura）
- 太陽2068（2014年7月 - 8月、Bunkamura）
- 青い瞳（2015年11月、Bunkamura）
- ラヴ・レターズ （2016年8月4日、パルコ劇場） - メリッサ 役[54]
- 子供の事情（2017年7月 - 8月、シス・カンパニー、新国立劇場） - ヒメ 役
- みんな我が子-All My Sons-（2022年5月10日 - 5月30日、シアターコクーン / 6月3日 - 8日、森ノ宮ピロティホール） - ケイト・ケラー役[55]
- おどる夫婦（2025年4月10日 - 5月4日、THEATER MILANO-Za / 5月10日 - 19日、森ノ宮ピロティホール / 5月24日・25日、りゅーとぴあ 新潟市民芸術文化会館 / 5月31日・6月1日、サントミューゼ 上田市交流文化芸術センター） - 朋恵 役[56]

### CM
- ライオン エチケットαライオン （1980年）
- スズキ 蘭 （1983年）
- 旭化成酒類事業部（現在はアサヒビールへ移管） ハイリキLight&Mild （1995年）
  - 「♪甘ったれは卒業しようよ〜」のフレーズでも話題になった。なお夫の水谷豊は、姉妹品のハイリキチューハイのCMに出演していた。
- カネボウ化粧品（1999年） - 水谷豊と夫婦として共演。
- ポッカ ファーストドリップブラック
- サントリー　エファージュ（2011年）
- JR西日本「おとなび」（2014年 - ）[57]

## ディスコグラフィー

### アルバム
|     | タイトル | 作詞                                                         | 作曲                                                         | 編曲                                                         | 規格       |
| 1st | My Bouquet | 2019年5月29日、ソニー・ミュージックダイレクト、MHCL-30600    | 2019年5月29日、ソニー・ミュージックダイレクト、MHCL-30600    | 2019年5月29日、ソニー・ミュージックダイレクト、MHCL-30600    | CD         |
| 1st | My Bouquet | 2019年7月10日、ソニー・ミュージックダイレクト、MHJL-84       | 2019年7月10日、ソニー・ミュージックダイレクト、MHJL-84       | 2019年7月10日、ソニー・ミュージックダイレクト、MHJL-84       | LP         |
| --- | --- | ------------------------------------------------------------ | ------------------------------------------------------------ | ------------------------------------------------------------ | ---------- |
| 1   | Wink Wink | 伊藤蘭                                                       | 佐藤準                                                       | 佐藤準                                                       |            |
| 2   | あかり | 小田和奏                                                     | 小田和奏                                                     | 高木洋                                                       |            |
| 3   | Let's・微・smilin' | 阿木燿子                                                     | 宇崎竜童                                                     | 高木洋                                                       |            |
| 4   | 秘密 | 森雪之丞                                                     | 丸谷マナブ                                                   | 梅堀淳                                                       |            |
| 5   | walking in the cherry | 門あさ美                                                     | 門あさ美                                                     | 佐藤準                                                       |            |
| 6   | ああ私ったら！ | トータス松本                                                 | トータス松本                                                 | 笹本安詞                                                     |            |
| 7   | 恋とカフェインとスイーツと猫舌 | 河口京吾                                                     | 平井夏美                                                     | 大坪稔明                                                     |            |
| 8   | ミモザのときめき | 伊藤蘭                                                       | ユカリエ                                                     | 松本圭司                                                     |            |
| 9   | 女なら | 伊藤蘭                                                       | 若田部誠                                                     | 佐藤準                                                       |            |
| 10  | マグノリアの白い花 | 岡恵美子                                                     | 陣内大蔵                                                     | CD:佐藤準/LP:岩田賢治                                        |            |
| 11  | LALA TIME | 井上陽水、みりん                                             | 井上陽水、みりん                                             | 井上陽水、佐藤準                                             |            |
|     | * LP盤：カッティング・エンジニアに、ハリウッドの世界的名匠バーニー・グランドマンを起用。 * LP盤：曲順を変更。(Side-A:1,4,8,6,7,5 / Side-B:3,2,9,10,11) |                                                              |                                                              |                                                              |            |
| 2nd | Beside you | 2021年9月1日、ソニー・ミュージックダイレクト、MHCL-30683～4  | 2021年9月1日、ソニー・ミュージックダイレクト、MHCL-30683～4  | 2021年9月1日、ソニー・ミュージックダイレクト、MHCL-30683～4  | CD+Blu-ray |
| 2nd | Beside you | 2021年9月1日、ソニー・ミュージックダイレクト、MHCL-30685     | 2021年9月1日、ソニー・ミュージックダイレクト、MHCL-30685     | 2021年9月1日、ソニー・ミュージックダイレクト、MHCL-30685     | CD         |
| 1   | ICE ON FIRE | 森雪之丞                                                     | jape                                                         | jape                                                         |            |
| 2   | ひきしお | jam                                                          | 多保孝一                                                     | 森俊之                                                       |            |
| 3   | 愛して恋してManhattan | 伊藤蘭                                                       | 佐藤準                                                       | 佐藤準                                                       |            |
| 4   | You do you | 岩里祐穂                                                     | IKEZO                                                        | 梅堀淳                                                       |            |
| 5   | あなたのみかた | トータス松本                                                 | トータス松本                                                 | 佐藤準                                                       |            |
| 6   | 名前のないChristmas Song | 伊藤蘭                                                       | 佐藤準                                                       | 佐藤準                                                       |            |
| 7   | shalala ♪ Happy Birthday | 森雪之丞                                                     | 多保孝一                                                     | 江渡大悟                                                     |            |
| 8   | 恋するリボルバー | jam                                                          | 多保孝一                                                     | 多保孝一                                                     |            |
| 9   | ヴィブラシオン *JR西日本「おとなび」CM曲 | GOMA                                                         | IKEZO                                                        | 佐藤準                                                       |            |
| 10  | 家路 | 森雪之丞                                                     | 布袋寅泰                                                     | 河野圭                                                       |            |
|     | <映像Disk> | 初回生産限定盤のみ(MHCL-30684)                               | 初回生産限定盤のみ(MHCL-30684)                               | 初回生産限定盤のみ(MHCL-30684)                               | Blu-ray    |
| 1   | 恋するリボルバー Music Video | 恋するリボルバー Music Video                                 | 恋するリボルバー Music Video                                 | 恋するリボルバー Music Video                                 |            |
| 2   | JR西日本「おとなび」CM | JR西日本「おとなび」CM                                       | JR西日本「おとなび」CM                                       | JR西日本「おとなび」CM                                       |            |
| 3   | Special Making Movie | Special Making Movie                                         | Special Making Movie                                         | Special Making Movie                                         |            |
| 3rd | LEVEL 9.9 | 2023年7月19日、ソニー・ミュージックレーベルズ、MHCL-30845～6 | 2023年7月19日、ソニー・ミュージックレーベルズ、MHCL-30845～6 | 2023年7月19日、ソニー・ミュージックレーベルズ、MHCL-30845～6 | CD+Blu-ray |
| 3rd | LEVEL 9.9 | 2023年7月19日、ソニー・ミュージックレーベルズ、MHCL-30847    | 2023年7月19日、ソニー・ミュージックレーベルズ、MHCL-30847    | 2023年7月19日、ソニー・ミュージックレーベルズ、MHCL-30847    | CD         |
| 1   | Dandy | 森雪之丞                                                     | 亀田誠治                                                     | 佐藤準                                                       |            |
| 2   | 愛と同じくらい孤独 | jam                                                          | AKIRA                                                        | 是永巧一                                                     |            |
| 3   | なみだは媚薬 | 松井五郎                                                     | 山川恵津子                                                   | 山川恵津子                                                   |            |
| 4   | 美しき日々 | いしわたり淳治                                               | 多保孝一                                                     | 佐藤準                                                       |            |
| 5   | 今 | 岩里祐穂                                                     | 松本俊明                                                     | 梅堀淳                                                       |            |
| 6   | Shibuya Sta. Drivin’ Night | 安部純                                                       | 安部純                                                       | 安部純                                                       |            |
| 7   | FUNK不肖の息子 | 伊藤蘭                                                       | 佐藤準                                                       | 佐藤準                                                       |            |
| 8   | 明日はもっといい日 | 売野雅勇                                                     | IKEZO                                                        | IKEZO、佐藤準                                                |            |
| 9   | 春になったら | 奥田民生、トータス松本                                       | 奥田民生、トータス松本                                       | 笹本安詞                                                     |            |
| 10  | ネガフィルムの青空 | 松井五郎                                                     | IKEZO                                                        | 岩田賢治                                                     |            |
|     | <ライブ映像Disk> | TOKYO DOME CITY HALL 初回生産限定盤のみ(MHCL-30846)          | TOKYO DOME CITY HALL 初回生産限定盤のみ(MHCL-30846)          | TOKYO DOME CITY HALL 初回生産限定盤のみ(MHCL-30846)          | Blu-ray    |
| 1   | You do you | You do you                                                   | You do you                                                   | You do you                                                   |            |
| 2   | あなたのみかた | あなたのみかた                                               | あなたのみかた                                               | あなたのみかた                                               |            |
| 3   | shalala ♪ Happy Birthday | shalala ♪ Happy Birthday                                     | shalala ♪ Happy Birthday                                     | shalala ♪ Happy Birthday                                     |            |
| 4   | 愛して恋してManhattan | 愛して恋してManhattan                                        | 愛して恋してManhattan                                        | 愛して恋してManhattan                                        |            |
| 5   | 恋とカフェインとスイーツと猫舌 | 恋とカフェインとスイーツと猫舌                               | 恋とカフェインとスイーツと猫舌                               | 恋とカフェインとスイーツと猫舌                               |            |
| 6   | walking in the cherry | walking in the cherry                                        | walking in the cherry                                        | walking in the cherry                                        |            |
| 7   | ヴィブラシオン | ヴィブラシオン                                               | ヴィブラシオン                                               | ヴィブラシオン                                               |            |
| 8   | 名前のないChristmas Song | 名前のないChristmas Song                                     | 名前のないChristmas Song                                     | 名前のないChristmas Song                                     |            |
| 9   | ひきしお | ひきしお                                                     | ひきしお                                                     | ひきしお                                                     |            |
| 10  | ICE ON FIRE | ICE ON FIRE                                                  | ICE ON FIRE                                                  | ICE ON FIRE                                                  |            |
| 11  | SUPER CANDIES | SUPER CANDIES                                                | SUPER CANDIES                                                | SUPER CANDIES                                                |            |
| 12  | その気にさせないで | その気にさせないで                                           | その気にさせないで                                           | その気にさせないで                                           |            |
| 13  | 哀愁のシンフォニー | 哀愁のシンフォニー                                           | 哀愁のシンフォニー                                           | 哀愁のシンフォニー                                           |            |
| 14  | 悲しきためいき | 悲しきためいき                                               | 悲しきためいき                                               | 悲しきためいき                                               |            |
| 15  | 夏が来た！ | 夏が来た！                                                   | 夏が来た！                                                   | 夏が来た！                                                   |            |
| 16  | ハート泥棒 | ハート泥棒                                                   | ハート泥棒                                                   | ハート泥棒                                                   |            |
| 17  | ハートのエースが出てこない | ハートのエースが出てこない                                   | ハートのエースが出てこない                                   | ハートのエースが出てこない                                   |            |
| 18  | やさしい悪魔 | やさしい悪魔                                                 | やさしい悪魔                                                 | やさしい悪魔                                                 |            |
| 19  | 年下の男の子 | 年下の男の子                                                 | 年下の男の子                                                 | 年下の男の子                                                 |            |
| 20  | 暑中お見舞い申し上げます | 暑中お見舞い申し上げます                                     | 暑中お見舞い申し上げます                                     | 暑中お見舞い申し上げます                                     |            |
| 21  | 春一番 | 春一番                                                       | 春一番                                                       | 春一番                                                       |            |
| 22  | 美しき日々 | 美しき日々                                                   | 美しき日々                                                   | 美しき日々                                                   |            |
| 23  | 家路 | 家路                                                         | 家路                                                         | 家路                                                         |            |
| 24  | 恋するリボルバー | 恋するリボルバー                                             | 恋するリボルバー                                             | 恋するリボルバー                                             |            |

### シングル
|   | タイトル                   | 発売日         | 収録曲                          | 作詞                   | 作曲                   | 編曲                   | 規格 | 品番                                        |
| - | -------------------------- | -------------- | ------------------------------- | ---------------------- | ---------------------- | ---------------------- | ---- | ------------------------------------------- |
| 1 | 恋するリボルバー           | 2020年12月9日  | 恋するリボルバー                | jam                    | 多保孝一               | 多保孝一               | 配信 |                                             |
| 2 | Shibuya Sta. Drivin' Night | 2023年12月20日 | A面: Shibuya Sta. Drivin' Night | 安部純                 | 安部純                 | 安部純                 | EP   | MHKL-86 (完全生産限定盤)                    |
| 2 | Shibuya Sta. Drivin' Night | 2023年12月20日 | B面: 明日はもっといい日         | 売野雅勇               | IKEZO                  | IKEZO＆佐藤 準         | EP   | MHKL-86 (完全生産限定盤)                    |
| 3 | 風にのって〜Over the Moon  | 2024年8月21日  | 1: 風にのって〜Over the Moon    | 安部純                 | 安部純                 |                        | CD   | *MHCL-30998～9 (完全生産限定盤) *MHCL-31000 |
| 3 | 風にのって〜Over the Moon  | 2024年8月21日  | 2: 大人は泣かない               | jam                    | IKEZO                  |                        | CD   | *MHCL-30998～9 (完全生産限定盤) *MHCL-31000 |
| 3 | 風にのって〜Over the Moon  | 2024年8月21日  | 3: 風にのって〜Over the Moon    | (オリジナル・カラオケ) | (オリジナル・カラオケ) | (オリジナル・カラオケ) | CD   | *MHCL-30998～9 (完全生産限定盤) *MHCL-31000 |
| 3 | 風にのって〜Over the Moon  | 2024年8月21日  | 4: 大人は泣かない               | (オリジナル・カラオケ) | (オリジナル・カラオケ) | (オリジナル・カラオケ) | CD   | *MHCL-30998～9 (完全生産限定盤) *MHCL-31000 |

### 映像作品
|                                | タイトル                                                                        | 発売日                         | 規格                           | 品番                           | 備考                                                                                   |
| ソニー・ミュージックダイレクト | ソニー・ミュージックダイレクト                                                  | ソニー・ミュージックダイレクト | ソニー・ミュージックダイレクト | ソニー・ミュージックダイレクト | ソニー・ミュージックダイレクト                                                         |
| ------------------------------ | ------------------------------------------------------------------------------- | ------------------------------ | ------------------------------ | ------------------------------ | -------------------------------------------------------------------------------------- |
| 1                              | 伊藤 蘭 ファースト・ソロ・コンサート 2019                                       | 2020年7月22日                  | DVD                            | MHBL-347                       | 2019年6月 TOKYO DOME CITY HALL にて収録 CS放映分と異なり、全面刷新再編集して全曲を収録 |
| 1                              | 伊藤 蘭 ファースト・ソロ・コンサート 2019                                       | 2020年7月22日                  | Blu-ray                        | MHXL-79                        | 2019年6月 TOKYO DOME CITY HALL にて収録 CS放映分と異なり、全面刷新再編集して全曲を収録 |
| 2                              | 伊藤 蘭 コンサート・ツアー 2020 ～My Bouquet & My Dear Candies!～               | 2021年3月17日                  | DVD                            | MHBL-352                       | 2020年10月24日 LINE CUBE SHIBUYA にて収録                                              |
| 2                              | 伊藤 蘭 コンサート・ツアー 2020 ～My Bouquet & My Dear Candies!～               | 2021年3月17日                  | Blu-ray                        | MHXL-98                        | 2020年10月24日 LINE CUBE SHIBUYA にて収録                                              |
| ソニー・ミュージックレーベルズ |                                                                                 |                                |                                |                                |                                                                                        |
| 3                              | 伊藤 蘭 コンサート・ツアー 2021 ～Beside you & fun fun Candies!～ 野音Special！ | 2022年4月27日                  | DVD                            | MHBL-355                       | 2021年9月26日 日比谷野外大音楽堂 にて収録 1977年7月17日解散宣言の"あの"ステージ        |
| 3                              | 伊藤 蘭 コンサート・ツアー 2021 ～Beside you & fun fun Candies!～ 野音Special！ | 2022年4月27日                  | Blu-ray                        | MHXL-117                       | 2021年9月26日 日比谷野外大音楽堂 にて収録 1977年7月17日解散宣言の"あの"ステージ        |
| 3                              | 伊藤 蘭 コンサート・ツアー 2021 ～Beside you & fun fun Candies!～ 野音Special！ | 2022年4月27日                  | Blu-ray+CD                     | MHXL-114～6                    | Deluxe Edition(初回生産限定盤) BD+ライブCD2枚(高品質Blu-spec CD2)                      |
| 4                              | 伊藤 蘭 コンサート・ツアー2022 ～Touch this moment & surely Candies!～          | 2023年7月19日                  | Blu-ray                        | MHCL-30846                     | 2022年10月19日 TOKYO DOME CITY HALLにて 収録。アルバム「LEVEL 9.9」の初回生産限定盤    |
| 5                              | 伊藤 蘭 50th Anniversary Tour ～Started from Candies～                          | 2024年5月29日                  | DVD                            | MHBL 359                       | 2023年9月2日 東京国際フォーラム ホールA にて収録                                       |
| 5                              | 伊藤 蘭 50th Anniversary Tour ～Started from Candies～                          | 2024年5月29日                  | Blu-ray                        | MHXL-144                       | 2023年9月2日 東京国際フォーラム ホールA にて収録                                       |
| 5                              | 伊藤 蘭 50th Anniversary Tour ～Started from Candies～                          | 2024年5月29日                  | Blu-ray+CD                     | MHXL-141〜3                    | Deluxe Edition(初回生産限定盤) BD+ライブCD2枚(ボーナストラック収録)                    |

### 楽曲参加
| アーティスト  | タイトル | 発売日        | 作詞/作曲                   | 規格 |
| ------------- | --- | ------------- | --------------------------- | ---- |
| Mプロジェクト | ひとりじゃないの (feat. 石川ひとみ, 伊藤蘭, 太田裕美, 大島花子, 桑江知子, サエラ, ザ・リリーズ、CHIHIRO、広谷順子、中尾ミエ、松本明子、michiko、山下久美子) | 2011年5月25日 | 作詞：小谷夏 作曲：森田公一 | 配信 |

## 書籍

### 著書
- エッセイ『Over the Moon ～わたしの人生の小さな物語～』（2023年12月、扶桑社） ISBN 4594095941

## 受賞歴
- 第2回ヨコハマ映画祭 助演女優賞（『ヒポクラテスたち』・1981年）
- 第19回ゴールデン・アロー賞 新人賞（演劇）（1982年）
- 第26回日刊スポーツ映画大賞 助演女優賞（『少年H』・2013年）
- 第23回日本映画批評家大賞 助演女優賞（『少年H』・2014年）[58]
- 第26回日本ジュエリーベストドレッサー賞 60代部門（2015年）[59]
- 第61回日本レコード大賞 企画賞（アルバム『My Bouquet』・2019年）[22]